# SV Werder Bremen
SV Werder Bremen je nemški nogometni klub, ki je bil ustanovljen leta 1899. Trenutno igra v prvi nemški ligi (Bundesliga).

## Slavni igralci kluba
| - Ailton - Richard Ackerschott - Klaus Allofs - Mario Basler - Günter Bernard - Rune Bratseth - Marco Bode - Jens Todt - Uli Borowka - Dieter Burdenski - Angelos Charisteas - Ümit Davala - Dieter Eilts |  | - Günter Hermann - Andreas Herzog - Horst-Dieter Höttges - Valerien Ismael - Ivan Klasnić - Miroslav Klose - Hany Ramzy - Mladen Krstajic - Johan Micoud - Benno Möhlmann - Frank Neubarth - Jasuhiko Okudera - Frank Ordenewitz |  | - Claudio Pizarro - Uwe Reinders - Karlheinz Riedle - Wynton Rufer - Thomas Schaaf - Willi Schröder - Arnold Pico Schütz - Nelson Valdez - Rudi Völler - Mirko Votava - Tim Borowski - Torsten Frings - Lee Dong-Gook |

## Slavni trenerji kluba
- Felix Magath
- Otto Rehhagel
- Thomas Schaaf